# Softcore

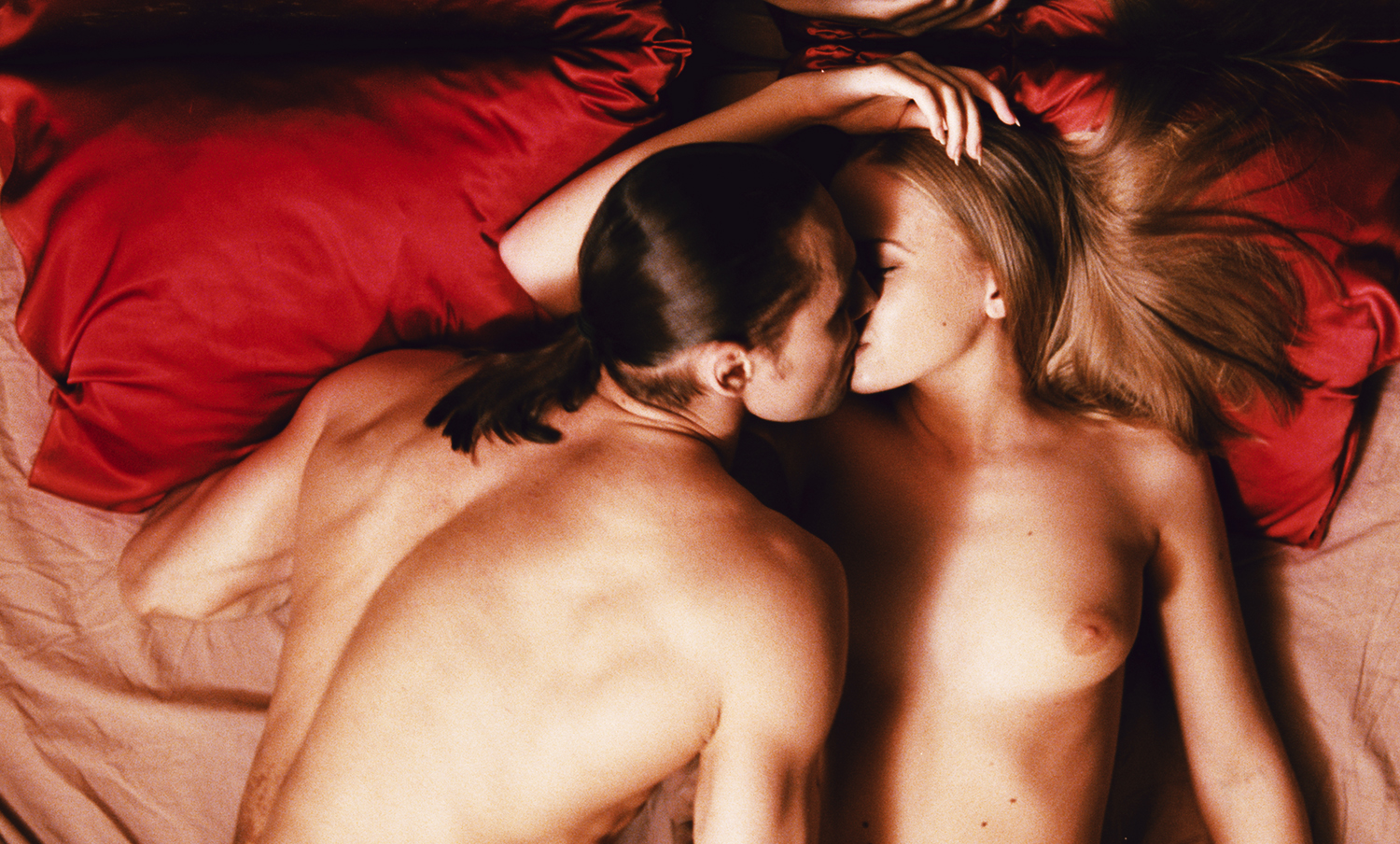
Fotografia softcore

Softcore – rodzaj fotografii, filmu lub grafiki, który zawiera elementy pornograficzne, ale jest mniej dosłowny niż klasyczna pornografia, zazwyczaj definiowany przez brak widocznej penetracji seksualnej. Softcore zwykle przedstawia nagich lub półnagich aktorów w symulowanych scenach erotycznych i ma na celu wywołanie podniecenia seksualnego u odbiorcy. Softcore należy odróżnić od erotyki, która ma aspiracje artystyczne.

## Opis
Dzieła z segmentu softcore mogą przedstawiać aktywność seksualną między dwojgiem ludzi lub masturbację. Nie zawierają wyraźnych ujęć penetracji seksualnej, cunnilingus, fellatio ani wytrysku. Ukazanie erekcji zazwyczaj nie jest dozwolone, chociaż stosunek do tej kwestii ciągle się zmienia.
Fragmenty ujęć, które są uważane za zbyt dosłowne, mogą być ukryte na różne sposoby, takie jak użycie rozpuszczonych włosów lub elementów ubrania, odpowiednie ułożenie rąk lub innych części ciała, rozmieszczone na pierwszym planie elementy scenografii (rośliny, poduszki, meble, czy draperia) lub starannie dobrane kąty kamery. Twórcy filmów pornograficznych czasami tworzą filmy zarówno w wersji klasycznej, jak i softcore, przy czym wersja softcore wykorzystuje mniej dosłowne ujęcia lub montaż, aby nie pokazywać bezpośrednio czynności seksualnych.

## Historia
Pierwotnie treści typu softcore były prezentowane głównie w magazynach dla mężczyzn, zarówno w postaci zdjęć, jak i rysunków (takich jak pin-up-girls). W latach siedemdziesiątych mainstreamowe magazyny, takie jak Playboy, Penthouse, a zwłaszcza Hustler, zaczęły pokazywać pełną nagość.
Po utworzeniu systemu oceny MPAA w Stanach Zjednoczonych do kin głównego nurtu, zwłaszcza samochodowych typu drive-in, trafiło wiele filmów softcore o szerokim zakresie kosztów produkcji. Filmy takie jak Emmanuelle, czy Alice In Wonderland otrzymały pozytywne recenzje od uznanych krytyków, takich jak Roger Ebert.

## Regulacje i cenzura
Filmy softcore są zwykle poddawanie mniej restrykcyjnym regulacjom i ograniczeniom niż klasyczna pornografia i są przeznaczone na inny rynek. W większości krajów filmy softcore kwalifikują się do systemu klasyfikacji wiekowej, gdzie zwykle otrzymują ograniczenia wiekowe, chociaż wiele takich filmów jest również wypuszczanych bez klasyfikacji. Podobnie jak w przypadku filmów pornograficznych, dostępność filmów softcore różni się w zależności od lokalnych przepisów. Ponadto wyświetlanie takich filmów może być ograniczone do osób powyżej określonego wieku, zwykle 18 lat. Co najmniej jeden kraj, Niemcy, ma różne ograniczenia wiekowe dla klasycznej pornografii i softcore, przy czym materiały softcore zwykle otrzymują ocenę FSK-16 (dozwolone od 16. roku życia), a treści pornograficzne są klasyfikowane jako FSK-18 (dozwolone od 18. roku życia). W niektórych krajach nadawanie filmów softcore jest szeroko rozpowszechnione w sieciach telewizji kablowej. Niektóre stacje, takie jak Cinemax, produkują własne filmy i seriale telewizyjne softcore.